# Liliane Rovère
Pour les articles homonymes, voir Rovère et Cukier.
Liliane Rovère, née Liliane Cukier le 30 janvier 1933 dans le 4e arrondissement de Paris, est une actrice française.

## Biographie

### Carrière
Liliane Rovère fréquente les milieux du jazz dès l'adolescence et reste toute sa vie passionnée par cette musique. Partie aux États-Unis en 1954, elle fréquente les clubs de jazz renommés où elle fait la connaissance de Chet Baker.
Après avoir suivi des cours de théâtre, elle interprète des rôles secondaires dans des séries télévisées. Elle est alors repérée en 1970 par Bertrand Blier qui l'embauche pour jouer dans Calmos, puis, quelques années plus tard, dans Préparez vos mouchoirs. Depuis, elle est créditée au générique de près d'une centaine de films et séries télévisées.
En 1998, elle reçoit le Lutin de la meilleure actrice pour Le Sujet de Christian Rouaud.
En 2009, elle écrit et réalise un court-métrage de fiction, intitulé Modus vivendi, présenté en compétition au Festival international du court-métrage de Clermont-Ferrand 2010.
De 2015 à 2020, elle tient un des rôles principaux, celui de l'impresario Arlette Azémar dans la série de France Télévisions Dix pour cent, partiellement inspiré de sa propre vie (notamment sa relation avec Chet Baker).
Depuis 2019, elle joue également dans la série Family Business sur Netflix où elle incarne Ludmila Rosenberg, la belle-mère de Gérard et grand-mère de Joseph et Aure.
En 2022, elle tient le rôle de Monique dans la série télévisée Léo Matteï, Brigade des mineurs (saison 9), dans l'épisode Le poison du secret.

### Prises de position
Elle a été engagée à la Confédération générale du travail (CGT) et auprès du Parti communiste français, sans toutefois avoir été adhérente de celui-ci.
Le 19 décembre 2018, plus de 70 célébrités se mobilisent à l'appel de l'association Urgence Homophobie. Liliane Rovère est l'une d'elles et apparaît dans le clip de la chanson De l'amour.
Elle signe en mai 2019, parmi 1 400 personnalités du monde de la culture, la tribune « Nous ne sommes pas dupes ! », publiée dans le journal Libération, pour soutenir le mouvement des Gilets jaunes et affirmant que « Les gilets jaunes, c'est nous ».
En 2022, elle soutient la candidature de Jean-Luc Mélenchon à l'élection présidentielle. Elle soutient également la Nouvelle Union populaire écologique et sociale (NUPES) pour les élections législatives de 2022.

### Vie privée
Liliane Cyprienne Cukier, de confession juive (et parlant yiddish), doit rester cachée sous un faux nom dans des institutions catholiques pendant l'Occupation allemande. À 18 ans, elle est victime d'un viol qu'elle ne révèlera qu'en 2019.
Au milieu des années 1950, elle part pour les États-Unis et y rencontre Chet Baker, dont elle partagera la vie pendant deux ans,,. Elle épouse ensuite le contrebassiste Bibi Rovère qui lui donnera son nom de scène. Elle adopte une fille, Tina,.

## Filmographie

### Cinéma

#### Longs métrages
- 1971 : Le Portrait de Marianne de Daniel Goldenberg : Jamy
- 1973 : Une larme dans l'océan d'Henri Glaeser : la maîtresse du commandant
- 1976 : Calmos de Bertrand Blier : une soldate
- 1976 : Andréa d'Henri Glaeser : la taulière de l'hôtel Saint-Denis
- 1976 : Je t'aime moi non plus de Serge Gainsbourg : la cliente du motel
- 1976 : Monsieur Albert de Jacques Renard : Madeleine
- 1977 : Préparez vos mouchoirs de Bertrand Blier : la barmaid
- 1978 : Il était une fois la Légion (March or Die) de Dick Richards : Lola
- 1978 : La Jument vapeur de Joyce Buñuel : la copine d'Armelle
- 1979 : Buffet froid de Bertrand Blier : Josyane
- 1979 : La Bande du Rex de Jean-Henri Meunier : Maria
- 1980 : Le Voyage en douce de Michel Deville : voix
- 1980 : Comment passer son permis de conduire de Roger Derouillat : Rafaela Crépineau
- 1982 : Enigma de Jeannot Szwarc
- 1986 : Autour de minuit ('Round Midnight) de Bertrand Tavernier : Mme Queen
- 1987 : En toute innocence d'Alain Jessua
- 1987 : De guerre lasse de Robert Enrico : Bérénice
- 1988 : Prisonnières de Charlotte Silvera : la femme aux photos
- 1988 : Black mic-mac 2 de Marco Pauly : Mme Sauret
- 1989 : La Révolution française de Robert Enrico : une femme
- 1992 : La Fille de l'air de Maroun Bagdadi : la mère
- 1995 : Adultère, mode d'emploi de Christine Pascal : la maîtresse brune
- 1996 : Un samedi sur la terre de Diane Bertrand : Mère Cliare
- 1997 : Artemisia d'Agnès Merlet : la femme du riche marchand
- 1999 : Lila Lili de Marie Vermillard : la directrice du foyer
- 1999 : Voyages d'Emmanuel Finkiel : Régine
- 1999 : Vénus Beauté (Institut) de Tonie Marshall : la cliente épilation
- 1999 : Peut-être de Cédric Klapisch : Marie-Jeanne
- 1999 : Le Plus Beau Pays du monde de Marcel Bluwal : la femme juive à Drancy
- 1999 : Le Bleu des villes de Stéphane Brizé : la mère de Solange
- 2000 : Harry, un ami qui vous veut du bien de Dominik Moll : la mère
- 2000 : La Captive de Chantal Akerman : Françoise, la bonne
- 2000 : Passionnément de Bruno Nuytten : Yvette
- 2000 : La Fille de son père de Jacques Deschamps : La secrétaire
- 2001 : Bord de mer de Julie Lopes-Curval : Odette
- 2001 : Les Fantômes de Louba de Martine Dugowson : Paula
- 2002 : Laissez-passer de Bertrand Tavernier : Mémaine
- 2003 : À la petite semaine de Sam Karmann : Colette
- 2003 : L'idole de Samantha Lang : Gilberte
- 2003 : Variété française de Frédéric Videau : la grand-mère d'Éric
- 2003 : La Prophétie des grenouilles : la grenouille doyenne (voix)
- 2005 : Je vous trouve très beau d'Isabelle Mergault : Madame Lochet
- 2005 : Alex de José Alcala : Annie
- 2006 : J'invente rien de Michel Leclerc : Claude
- 2007 : Le Fils de l'épicier d'Éric Guirado : Lucienne
- 2007 : La Vérité ou presque de Sam Karmann : Liliane
- 2008 : Pour elle de Fred Cavayé : la mère de Julien
- 2008 : Vilaine de Jean-Patrick Benes et Allan Mauduit : la grand-mère de Mélanie
- 2009 : La Grande Vie d'Emmanuel Salinger : la mère de Véronique
- 2009 : Kérity, la maison des contes de Dominique Monféry : la Fée Carabosse (voix)
- 2010 : L'Absence de Cyril de Gasperis : Anna
- 2011 : Coup d'éclat de José Alcala : la mère de Fabienne
- 2012 : Cino, l'enfant qui traversa la montagne de Carlo Alberto Pinelli : la curatrice
- 2015 : Brooklyn de Pascal Tessaud : Odette
- 2015 : Le Combat ordinaire de Laurent Tuel : la mère de Marco
- 2017 : Sales Gosses de Frédéric Quiring : Josette
- 2019 : Damien veut changer le monde de Xavier de Choudens : Madame Lopez
- 2019 : Roxane de Mélanie Auffret : Tante Simone
- 2019 : Un café sans musique c'est rare à Paris de Johanna Pauline Maier
- 2020 : La Daronne de Jean-Paul Salomé : la mère de Patience
- 2021 : 8 Rue de l'Humanité de Dany Boon : Louise
- 2022 : Maison de retraite de Thomas Gilou : Sylvette Leroux
- 2023 : Maison de retraite 2 de Claude Zidi Jr. : Sylvette Leroux
- 2024 : Juliette au printemps de Blandine Lenoir : Simone
- 2024 : Les Cadeaux de Raphaële Moussafir et Christophe Offenstein : Tante Rivka
- 2025 : La Cache de Lionel Baier : Arrière-Pays

#### Courts métrages
- 1985 : Pour quelques je t'aime de plus de Marc Adjadj
- 1997 : Le Sujet de Christian Rouaud : Stella
- 1998 : Ici de Jérôme Bouyer
- 2000 : Recouvrance de Franck Saint-Cast
- 2004 : L'Origine du monde d'Erick Malabry
- 2005 : Le souffle de Mathieu Vadepied : la grand-mère
- 2012 : La Ville Lumière de Pascal Tessaud : Odette
- 2014 : Du grain à moudre de Sonia Larue : Mémé
- 2015 : Prozac tango de Michaël Souhaité : Lady Paname
- 2019 : Les Intranquilles de Marie Vermillard : Françoise
- 2021 : À fleur de peau de Jordan Anefalos : la mère
- 2022 : Fais de beaux rêves (Action Enfance fait son cinéma) de Pacôme Dartois : la grand-mère
- 2022 : Presque l'automne de Margot Pouppeville : Gisèle
- 2025 : La Cache de Lionel Baier

### Télévision

#### Séries télévisées
- 1969/1972/1990/1996 : Les Cinq Dernières Minutes : la fille / Jeanne Prinquiau / Mado / la mégère
- 1977/1982 : Cinéma 16 : Zaza / Colette Dubreuil
- 1978 : Médecins de nuit de Philippe Lefebvre, épisode Michel : la concierge
- 1978/1980 : Les Procès témoins de leur temps : Anne Cotteron / Honorade Venette
- 1978 : Messieurs les jurés, épisode L'Affaire Moret d'André Michel : Dominique Blandy
- 1980 : Julien Fontanes, magistrat : Rolande Gripport
- 1981 : Sans famille : Fernande, une prostituée
- 1982 : Joëlle Mazart : Marie Castrano
- 1984 : Les Enquêtes du commissaire Maigret, épisode Maigret se défend de Georges Ferraro : Mademoiselle Mott
- 1984 : L'Amour en héritage (Mistral's Daughter) : la femme
- 1987 : Série noire : la cheffe de rayon
- 1987 : American Playhouse : une femme au bordel
- 1989 : Meurtre avec préméditation : Fabienne
- 1990 : Renseignements généraux : Mado
- 1995 : Navarro : Rosy Gailland
- 1995 : Les Gens de Faillac : Mireille
- 1996 : L'Avocate : la mère de Fanny
- 2000 : Mary Lester : Mme Le Fur
- 2002/2004 : La Crim' : Marguerite Zahl / Odette Prieur
- 2004 : Les Montana : Mme Suresne
- 2010 : Les Bougon : Gisèle
- 2014 : Détectives : Chantal Duroy
- 2015-2020 : Dix pour cent : Arlette Azémar
- 2017 : Tunnel : Édith Dutheil
- 2017 : Candice Renoir : Claudie
- 2017 : La Minute vieille
- 2018 : Scènes de ménages : Au boulot ! : Françoise
- 2019-2021 : Family Business : Ludmyla
- 2020 : H24 : Hélène Brossard
- 2022 : Léo Matteï, Brigade des mineurs (saison 9) : Monique
- 2022/2024 : Emily in Paris de Darren Star, saison 3, épisode 9 / saison 4, épisode 4 et 6: Héloise
- 2023 : Les Bracelets rouges : Nicole
- 2025 : Panda (saison 2) : Denise Sylvestre

#### Téléfilms
- 1964 : Christine ou La pluie sur la mer de Maurice Chateau : Mina
- 1971 : Le Tambour du Bief de Jean Prat : Martine
- 1972 : Raboliot de Jean-Marie Coldefy : Flora
- 1973 : La Chamaille de Jacques Pierre : Emma
- 1976 : Hôtel Baltimore d'Alexandre Arcady : avril
- 1979 : Une femme dans la ville de Joannick Desclers : Mme Etchat
- 1982 : L'Ours en peluche d'Édouard Logereau
- 1983 : Pablo est mort de Philippe Lefebvre
- 1984 : Quidam de Gérard Marx
- 1986 : Beate Klarsfeld (Nazi Hunter : The Beate Klarsfeld Story) de Michael Lindsay-Hogg : Madame Kadousche
- 1992 : Un drôle de contrat (Les Époux ripoux) de Carol Wiseman : Colette Brialy
- 1992 : Les Danseurs du Mozambique de Philippe Lefebvre : la femme de chambre
- 1992 : Les Genoux cagneux d'Hervé Baslé : Martha
- 1995 : Les Grandes Personnes de Daniel Moosmann : Mme Martinot
- 2001 : Demain et tous les jours après de Bernard Stora : la mère de Lisa
- 2003 : La Bastide bleue de Benoît d'Aubert : Mère Nicolet
- 2003 : Froid comme l'été de Jacques Maillot : la mère de Claire
- 2004 : La Nourrice de Renaud Bertrand : Pagevin
- 2004 : Nature contre nature de Lucas Belvaux : Rose
- 2006 : Retrouver Sara de Claude d'Anna : Cécile, la mère d'Armelle
- 2009 : Panique ! de Benoît d'Aubert : Marie
- 2012 : Quand les poules auront des dents de Bertrand Van Effenterre : Bubulle
- 2015 : Les Yeux ouverts de Lorraine Lévy : Louise, la mère d'Anne
- 2017 : On l'appelait Ruby de Laurent Tuel : la patiente
- 2022 : Les Particules élémentaires d'Antoine Garceau : Marie Djerzinski
- 2023 : Mémoires à vif de Julie Gali : Rosa Vachin

## Théâtre
- 1967 : La Sonate des spectres d'August Strindberg, mise en scène Jean Gillibert, Théâtre de l'Alliance française
- 1969 : Le Concile d’amour d'Oscar Panizza, mise en scène Jorge Lavelli, Théâtre de Paris
- 1970 : Jeux de massacre d'Eugène Ionesco, mise en scène Jorge Lavelli, Théâtre Montparnasse
- 1985 : Les Violettes de Georges Schéhadé, mise en scène Gilles Guillot, Théâtre de l'Athénée Louis-Jouvet
- 1990 : La Nonna de Roberto Cossa, mise en scène Jorge Lavelli, Théâtre national de la Colline
- 1994 : Les Grandes personnes d'Olivier Dutaillis, mise en scène Jean-Michel Vanson, Théâtre de Poche Montparnasse
- 2009 : Minetti de Thomas Bernhard, mise en scène Gerold Schumann, Théâtre de l'Athénée Louis-Jouvet
- 2013 : Le Prix des boites de Frédéric Pommier, mise en scène Jorge Lavelli, Théâtre de l'Athénée Louis-Jouvet

## Lecture
- 2025 : Lettre d'Hersz-Hermann Strasfogel, déporté juif à Auschwitz, à sa femme et sa fille, émission "Comment fait-on l'histoire?" de Géraldine Muhlmann sur France Culture du 3 avril 2025

## Distinctions
- Lutin de la meilleure actrice 1998 pour Le Sujet de Christian Rouaud[4].
- Festival Jean Carmet 2007 : Prix du public et prix du jury du meilleur second rôle féminin pour Le Fils de l'épicier

## Publication
Autobiographie :
- La Folle Vie de Lili, Paris, Robert Laffont, 2019, 320 p. (ISBN 978-2-221-23876-9)